# 新来島サノヤス造船
株式会社新来島サノヤス造船（しんくるしまサノヤスぞうせん、Shin Kurushima Sanoyas Shipbuilding Co.,Ltd.）は、岡山県倉敷市に本社を置く造船会社。登記上の本店は愛媛県今治市大西町にある。新来島どっくの100%子会社。旧社名はサノヤス造船株式会社。

## 概要
パナマックス・キャリアーやバルカー及びタンカーの建造を得意とする。
サノヤス造船は、前身のサノヤスが創業した1911年から造船事業を手掛けてきた。しかし、近年は中国や韓国の造船会社の台頭により新造船の受注が減少していた。さらに、新型コロナウイルスによる海運業界の市況悪化も業績悪化に拍車をかけた。
サノヤスホールディングスは、2020年11月9日に、サノヤス造船と子会社であるサノテックの全株式を、2021年2月28日付で新来島どっくへ譲渡する事を発表。サノヤス造船株式は予定通り2021年2月28日付で新来島どっくへ譲渡され、商号も株式会社新来島サノヤス造船へ変更した。同時に本社も大阪市から倉敷市へ移転した。これにより、サノヤスホールディングスは、119年間続けてきた造船事業から撤退した。

## 事業所
- 本社・水島製造所 - 岡山県倉敷市児島塩生2767番地21
- 大阪製造所 - 大阪府大阪市西成区南津守五丁目13番37号

大阪製造所は、国土交通省による舶用内燃機関サービス・ステーション（SS）の証明を取得している。

## 沿革
- 2011年（平成23年）10月3日 - 設立。
- 2012年（平成24年）1月1日 - サノヤスホールディングスから造船・プラント事業を譲受。
- 2021年（令和3年）
  - 1月4日 - プラント事業部をサノヤス・プラント工業株式会社として分社化[9]。
  - 2月28日 - 株式譲渡により、新来島どっくの完全子会社となる。同時に商号を株式会社新来島サノヤス造船へ変更し、本社を大阪市北区から倉敷市へ移転。

### 主な出来事
- 2024年（令和6年）6月6日 - 大阪製造所内で溶接作業中に爆発が発生。7人が負傷し、病院へ搬送された[10]。